# Joseph Banks

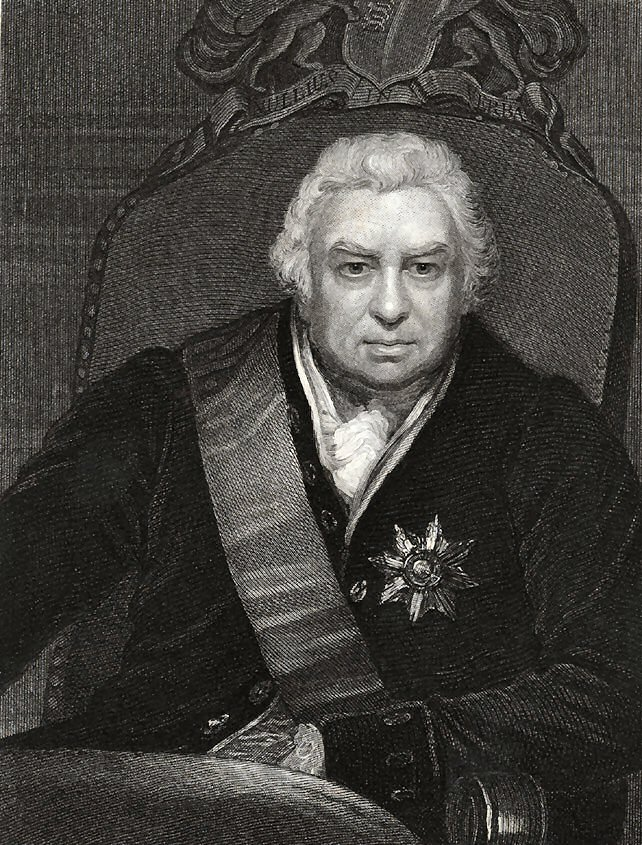
Banks im Jahr 1812 auf dem offiziellen Porträt bei der Royal Society (Ausschnitt), Gemälde von Thomas Phillips (1770–1845), Stich von Nicholas Schiavonetti († 1813)

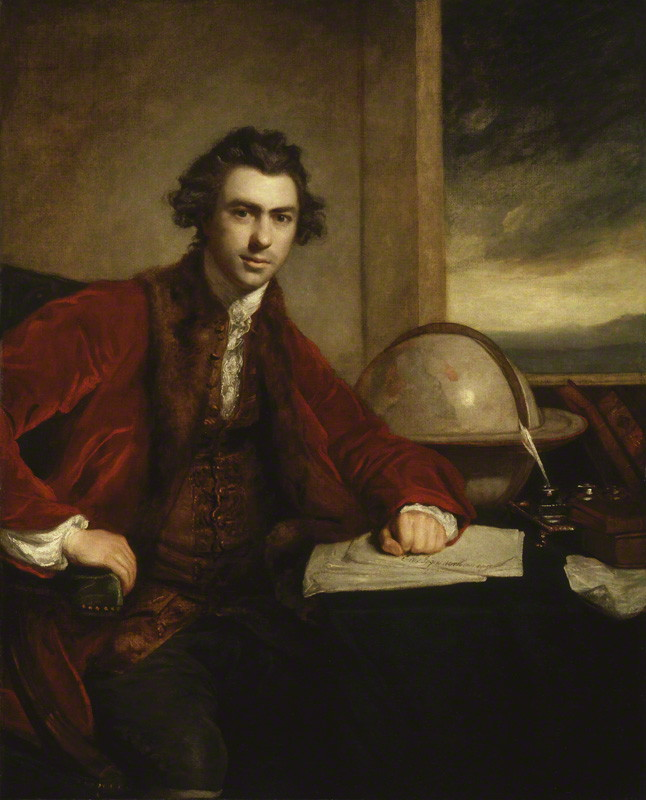
Banks auf einem Gemälde von Joshua Reynolds aus dem Jahr 1773

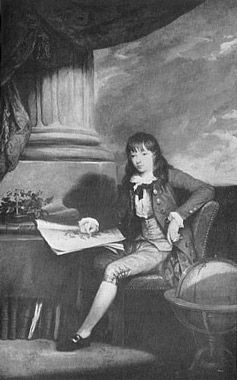
Banks im Alter von etwa fünfzehn Jahren. Der Künstler des 1757 entstandenen Gemäldes ist nicht bekannt. Es wurde Lemuel Francis Abbott und Johann Zoffany zugeschrieben.

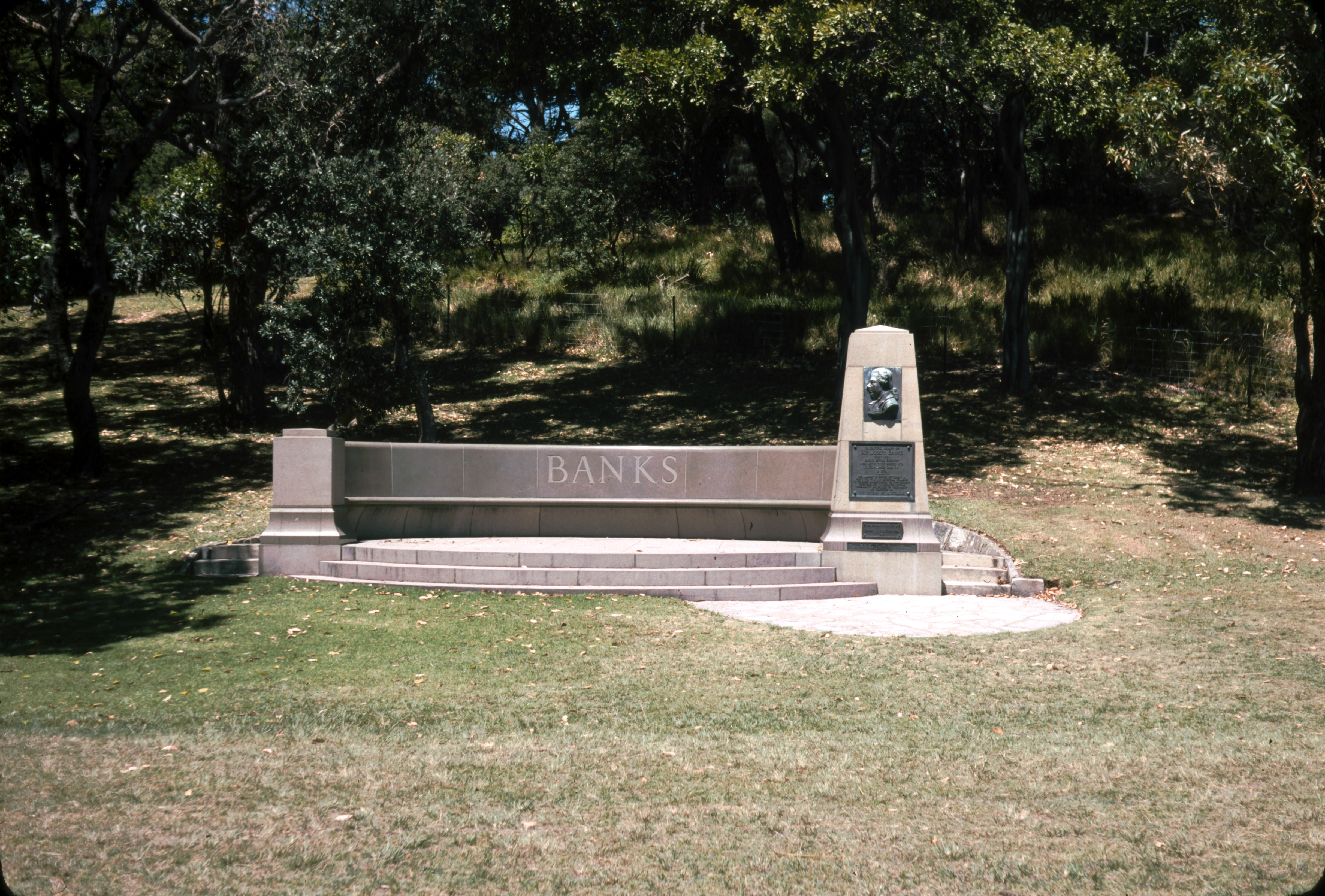
Banks Memorial, Sydney

Sir Joseph Banks, 1. Baronet GCB PRS (* 2. Februar 1742jul. / 13. Februar 1743greg. in London; † 19. Juni 1820 ebenda) war ein britischer Naturforscher, insbesondere Botaniker, der Mitte des 18. Jahrhunderts James Cook auf seiner ersten Reise und Weltumsegelung (1768–1771) begleitete und zahlreiche naturwissenschaftliche Entdeckungen machte. Sein offizielles botanisches Autorenkürzel lautet „Banks“.

## Leben und Wirken
Joseph Banks ist der einzige Sohn von William Banks (1719–1761) und dessen Frau Sarah Bate (1720–1804). Das Haus der Familie in Revesby Abbey, Lincolnshire war im Jahre 1714 vom Urgroßvater gekauft worden.
Der junge Banks wurde zunächst zu Hause unterrichtet. Ab April 1752 besuchte er die Harrow School und wechselte im September 1756 an das Eton College. Im Dezember 1760 trat er in das Christ Church College in Oxford ein. Bereits in Eton entdeckte Banks seine Vorliebe für Botanik und setzte seine Studien in Oxford fort.
Im Jahre 1766 verließ er England und ging mit Constantine John Phipps nach Neufundland und Labrador, um dort naturgeschichtliche Studien durchzuführen. Er beschrieb Pflanzen und Tiere des nordöstlichen Nordamerikas. Banks beschrieb 34 Vogelarten, darunter den Riesenalk (Alca impennis), der im Jahr 1844 ausstarb.
Banks wurde von der Royal Navy als auch von der Royal Society als Teilnehmer für die wissenschaftliche Expedition von James Cook in den Südpazifik von 1768 bis 1771 ernannt. Da er aus vermögenden Verhältnissen stammte, steuerte der 25-Jährige zur Finanzierung von James Cooks erster Expedition mit der HMS Endeavour denselben Betrag bei wie die Krone. Banks hatte die Teilnahme an dieser Expedition von 1768 gut organisiert. Er suchte einen Stab von zehn Personen aus. Der 39-jährige Botaniker Daniel Solander war ein Schüler von Carl von Linné und ebenfalls Mitglied der Royal Society. Mit Solander verband ihn eine lebenslange Freundschaft. Zwei Künstler sollten die Entdeckungen der Forschungsreise festhalten: Sydney Parkinson die Pflanzen und Alexander Buchan die Landschaft. Von dieser Expedition brachte er als erster den Eukalyptus, die Akazie und die Mimose nach Europa. Die Fahrt der Endeavour führte zunächst nach Brasilien, dann in andere Teile Südamerikas. In Brasilien entstand die wissenschaftliche Beschreibung der Bougainvillea (benannt nach dem französischen Seefahrer Louis Antoine de Bougainville). Die Reise führte dann nach Tahiti, wo der Durchgang der Venus beobachtet werden sollte, die eigentliche Aufgabe dieser Mission. Es folgte die erfolglose Suche nach dem Terra Australis genannten südlichen Kontinent. Danach wurde Neuseeland kartographiert und die Ostküste Australiens erkundet, wo James Cook in der Botany Bay ankerte. Hier verbrachte die Expedition fast sieben Wochen an Land, während das Schiff überholt wurde. Während ihres Australienaufenthaltes legten Banks, der schwedische Botaniker Daniel Solander und der schwedisch-finnische Zeichner und Naturforscher Herman Spöring ihre ersten großen Sammlungen der australischen Flora an und beschrieben viele neue Arten wie Emu und Kängurus.
Im Juli 1771 kehrte die Expedition nach England zurück, wo Banks schlagartig berühmt wurde. Ursprünglich plante er, an der zweiten Reise Cooks wieder teilzunehmen. Die Zusage der Admiralität wurde jedoch aufgrund der umfangreichen Forderungen von Banks hinsichtlich der Umbauten an den beiden Schiffen zurückgezogen. Banks organisierte daraufhin eine andere Expedition und unternahm 1772 mit Solander mit der St. Lawrence eine Expedition die ihn über die Hebriden, die Orkney-Inseln und nach Island führte, wo er den Hekla und den Großen Geysir besuchte.
Seit 1773 war er der inoffizielle Direktor der Königlichen Gärten in Kew, die unter seinem Einfluss einen Aufschwung erfuhren. 1774 wurde er in die Society of Dilettanti aufgenommen. Er war Gründungsmitglied und zeitlebens die treibende Kraft hinter der African Association. 1779 wurde er zum auswärtigen Mitglied der Göttinger Akademie der Wissenschaften gewählt. Nach seiner Wahl zum Präsidenten der Royal Society im November 1778 wurde ihm am 24. März 1781 der erbliche Adelstitel eines Baronet, of Revesby Abbey in the County of Lincoln, verliehen. 1795 wurde er als Knight Companion in den Bathorden aufgenommen und wurde 1815 Knight Grand Cross des Bathordens. Im März 1779 heiratete er Dorothea Hugessen (1758–1828). Sie hatten keine Kinder.
Als der am längsten amtierende Präsident der Royal Society von 1778 bis 1820 stand er in Kontakt mit führenden Forschern seiner Zeit. Er initiierte die „Brotfrucht-Expedition“ der Bounty unter Leitung von Lieutenant William Bligh. Bligh fuhr als Offizier auf der Resolution bei Cooks dritter Weltumseglung.
Mit dem deutschen Naturforscher und Reiseschriftsteller Georg Forster, der Cook auf seiner zweiten Pazifikreise begleitet hatte, stand er jahrelang im Briefwechsel. 1785 wurde Banks zum Ehrenmitglied der Kgl. Bayerischen Akademie der Wissenschaften ernannt. 1787 wurde er gewähltes Mitglied der American Philosophical Society. Im Jahr 1788 wurde er zum Mitglied der American Academy of Arts and Sciences und 1789 zum Mitglied der Deutschen Akademie der Naturforscher Leopoldina gewählt. Seit 1806 war er auswärtiges Mitglied der Preußischen Akademie der Wissenschaften und seit 1812 deren Ehrenmitglied. 1772 wurde er in die Académie des sciences aufgenommen und 1792 zum Fellow der Royal Society of Edinburgh gewählt. Seit 1780 war er Ehrenmitglied der Russischen Akademie der Wissenschaften in Sankt Petersburg.
Neben seinen wissenschaftlichen Tätigkeiten fungierte Banks auch als Ratgeber für Handels- und Finanzangelegenheiten für König Georg III., der ihn 1797 zum Mitglied des Privy Council ernannte. Mit dem König verband ihn zudem eine lebenslange Freundschaft.
Auf Vermittlung von Robert Brown stellte er 1819 John Lindley als Hilfsbibliothekar ein. Lindley vollendete nach seinem Tod seine Schriften. Der Schriftverkehr aus Banks’ Nachlass wird großteils in Australien aufbewahrt.
Da er keine Kinder hatte, erlosch sein Adelstitel bei seinem Tod.

## Ehrungen
Die Banks-Insel in den kanadischen Nordwest-Territorien, die fünftgrößte Insel Kanadas, wurde ihm zu Ehren benannt. Eine neuseeländische Halbinsel, die Banks Peninsula, sowie der auf dieser befindliche Distrikt wurden nach ihm benannt. Im Stadtteil Botany in Sydney sind ein Park, eine Straße sowie ein Industriegebiet nach Banks benannt.
Die Pflanzengattung Banksia L.f. aus der Familie der Silberbaumgewächse (Proteaceae) ist zu seinen Ehren benannt worden. Außerdem wurden ihm zu Ehren benannt die Gattungen Bankesia Bruce aus der Familie der Rosengewächse, Banksea J.König  aus der Familie der Ingwergewächse (Zingiberaceae), Josephia R.Br. ex Knight aus der Familie der Silberbaumgewächse (Proteaceae), dazu die Fossilien-Gattungen Banksicarpus Velen.  & Viniklář, Banksieaephyllum Cookson & S.L.Duigan und Banksites Saporta.
Sein Porträt befindet sich seit 1967 auf der 5-Dollar-Note Australiens. Ein Asteroid wurde am 19. September 2005 nach ihm benannt: (13956) Banks.

## Schriften (Auswahl)
- The Propriety of Allowing a Qualified Exportation of Wool. Printed for P. Elmsly, 1782 – Anonym
- Account of Staffa. In: Thomas Pennant: A tour in Scotland and Voyage to the Hebrides, 1772. Band 1, London 1774, S. 299–309 (online).
  - desgleichen In: Uno von Troil: Letters on Iceland. London 1780, S. 288–293 (online).
- Ueber Solander. In: Berlinische Monatsschrift. Band 6, Berlin 1785, S. 240–249 (online).
- [A Report on Wool]. In: Annals of Agriculture and other useful Arts. Band 9, 1788, S. 288–291 (online).
- Instructions given to the Council against the Wool Bill. Annals of Agriculture and other useful Arts. Band 9, 1788, S. 479–506 (online).
- Note on Spinning. In: Annals of Agriculture and other useful Arts. Band 10, 1788 S. 217 (online).
- Letter from Sir Joseph Banks, Bart. President of the Royal Society, to the Marquis of Carmarthen, 4thJune, 1788. In: Annals of Agriculture and other useful Arts. Band 11, 1789, S. 407–411 (online).
- Report of Sir Joseph Banks, Baronet, proposing the Mode of making Experiment on the American Wheat, 6th July, 1788. In: Annals of Agriculture and other useful Arts. Band 11, 1789, S. 420–422 (online).
- Further Account of the Hessian Fly, by Sir Joseph Banks, Baronet; and, a Statement of the printed Accounts published in America, July 8th, 1788. In: Annals of Agriculture and other useful Arts.Band 11, 1789, S. 422–427 (online).
- General Report of Sir Joseph Banks, respecting the Hessian Fly, and Flying Wevil, 24th July, 1788. In: Annals of Agriculture and other useful Arts. Band 11, 1789, S. 437–447 (online).
- Return from the Principal Officers of the Customs at Bristol, upon examining the Cargo of wheat imported in the Ship Coalition, from Virginia, 6th August, 1788. — Report of Sir Joseph Banks, Baronet, thereupon, 8th August, 1788.—Letter from the Clerk of the Council in Waiting to the Secretary of the Treasury, transmitting Copies of the above Papers, in pursuance of the Minute of the 5th August, not to admit the Entry of Wheat that should be found to have been infetled with the Flying Wevil, 12th August, 1788. In: Annals of Agriculture and other useful Arts. Band 11, 1789, S. 449–453 (online).
- Report of Sir Joseph Banks, Baronet, upon the above Correspondence and Information. Dated 2d March, 1789. In: Annals of Agriculture and other useful Arts. Band 11, 1789, S. 556–600 (online).
- On the late season. Extract of a Letter from Sir Joseph Banks, Bart. P. R. S.  In: Annals of Agriculture and other useful Arts. Band 15, 1791, S. 76–77 (online).
- On the Hastings Turnip. Extras of a Letter from Sir Joseph Banks, Bart. P. R. S. In: Annals of Agriculture and other useful Arts. Band 15, 1791, S. 77–78 (online).
- Account of twelve Lincoln sheep. In: Annals of Agriculture and other useful Arts. Band 15, 1791, S. 357–361 (online).
- On the Musca Pumilionis. In: Annals of Agriculture and other useful Arts. Band 16, 1791, S. 176–177 (online).
- Account of a Roman Sepulchre lately found in Lincolnshire.  In: Archaeologia: or Miscellaneous tracts relating to antiquity. Band 12, Society of Antiquaries of London, 1796, S. 96 (online).
- Economy of a Park. In: Annals of Agriculture and other useful Arts. Band 39, 1803, S. 550.
- A Report of the State of his Majesty's Flock of Fine Wooled Spanish Sheep, for the year ending Michaelmas, 1803. In: A Journal of Natural Philosophy, Chemistry and the Arts. Band 8, 1804 S. 277–280.
- A short Account of the Cause of the Disease in Corn, called by Farmers the Blight, the Mildew, and the Rust. 1. Auflage 1805; 2. Auflage J. Harding, 1806 (online).
- An Attempt to ascertain the Time when the potato (Solanum Tuberorum) was first introduced into the United Kingdoms, with some Account of the Hill Wheat of India. In: Transactions of the Horticultural Society. Band 1, 1815, S. 8–12 (online).
- Some Hints respecting the proper Mode of inuring Tender Plants to our Climate. In: Transactions of the Horticultural Society. Band 1, 1815, S. 21–25 (online, Manuskript).
- On the Revival of an Obsolete Mode of Managing Strawberries. In: Transactions of the Horticultural Society. Band 1, 1815, S. 54–56 (online).
- An Account of the Method of cultivating the American Cranberry (Vaccinium Macrocarpum), at Spring Grove. In: Transactions of the Horticultural Society. Band 1, 1815, S. 75–78 (online).
- On the Horticultural Management of Sweet or Spanish Chesnut Tree. In: Transactions of the Horticultural Society. Band 1, 1815, S. 140–141 (online).
- On the Forcing-Houses of the Romans, with a List of Fruits cultivated by them now in our Gardens. In: Transactions of the Horticultural Society. Band 1, 1815, S. 147–156 (online).
- A Short Account of a new Apple, called the Spring-Grove Codling. In: Transactions of the Horticultural Society. Band 1, 1815, S. 197–198 (online).
- On Ripening the second Crop of Figs, that grow on the new Shoots. In: Transactions of the Horticultural Society. Band 1, 1815, S. 252–254, (online).
- Some Horticultural Observations, selected from French Authors. In: Transactions of the Horticultural Society. Band 1, Appendix, 1815, S. 4–20 (online).
- Notice from a Work of Monsieur Lelieur, on the hereditary Diseases of Fruit Trees. In: Transactions of the Horticultural Society. Band 1, Appendix, 1815, Appendix. S. 27 (online).
- Some Remarks on the Mildew of Wheat, and the Choice of Seed Corn. In: The Pamphleteer. Band 8, Nummer 15, London 1816, S. 107–126 (online).
- Notes relative to the First Appearance of the Aphis Lanigera, or the Apple-Tree Insect, in this Country. In: Transactions of the Horticultural Society. Band 2, 1818, 162–169 (online).